# Droeshout-portré
A Droeshout portré vagy Droeshout rézkarc William Shakespeare portréja, amelyet a flamand származású angol művész, Martin Droeshout készített és Shakespeare műveinek 1623-as első kiadásán (az irodalomtörténészek általában első fólió-ként hivatkoznak rá), szerepelt a fedőlapon. A mű címe Mr. William Shakespeares Comedies, Histories, & Tragedies (magyarul Mr. William Shakespeare vígjátékai, királydrámai és tragédiái). A portré egyike Shakespeare biztosan beazonosítható portréjának, a másik a költő síremlékén látható szobor, amelyet szülővárosában, Stratford-upon-Avonban emeltek. Mindkét portré posztumusz készült.
Bár abban a korban szokásos volt, hogy az író vagy költő képe díszítse a kiadvány fedőlapját, a Droeshout-portré elkészültének körülményei ismeretlenek. Emellett az sem biztos, hogy a művészettörténészek által beazonosított két Martin Droeshout közül melyik készítette a portrét, vagy hogy mennyiben másolták egy korábban festett vagy rajzolt, de azóta elveszett alkotásról. A műkritikusok a portré jelentőségét figyelembe véve sem tartják kiemelkedő művészeti alkotásnak, míg egyesek titkos üzeneteket véltek felfedezni a műben.

## Változatok
A portré két változatban maradt fenn, amelyeket ugyanarról a rézlemezről nyomtatott ki Droeshout. Az első változat, amely mindössze négy példányban maradt fenn, feltehetően egy "tesztnyomtatás" volt, amely azért készült el, hogy az esetleg szükséges változtatásokat fel tudja mérni a művész. A Shakespeare-művek első kötete (First Folio) túlyomórészt a portré második, végleges változatát tartalmazza, amely jobban árnyalt, illetve a bajusz és az áll körvonalainak tekintetében kismértékű módosításokról árulkodik.
A második változatot, kisebb retusálással, 1632-ben Thomas Cotes is kinyomtatta az eredeti rézlemez felhasználásával a Robert Allot által összeállított második kötet (Second Folio) fedlapjához. A későbbi Shakespeare-művek kiadásaihoz is ugyanazt a rézlapot használták fel, amely azonban kezdett elkopni és egyre erősebb retusálás nyomait viselte magán. Az eredeti rézlapot még az 1660-as években is használták, majd azt követően nyoma veszett. 1640-ben William Marshall angol illusztrátor lemásolta és kismértékben módosította az eredetit a John Benson által kiadott Shakespeare-szonettek fedlapjához. Az összes további Shakespeare-portrét az eredeti képről készített rézkarc-másolat alapján nyomtatták ki.

## Ki készítette a képet?
A Droeshout család Németalföldről vándorolt be Angliába az 1500-as évek második felében. A családban két Martin Droeshout is ismert és a művészettörténészek között nincs egyetértés abban a tekintetben, hogy ki készítette a portrét.
Hagyományos a portrét az ifjabb Martin Droeshout (1601–1639 után) művének tartják. Apja, Michael Droeshout, szintén rézkarcokat készített és Brüsszelből telepedett át Londonba. Azonban az ifjabb Martin Droeshoutról születési évén és leszármazásán kívül szinte semmilyen információ nem maradt fenn, és csak azért feltételezik, hogy rézkarcoló volt, mert elképzelhető, hogy apja után "örökölte a szakmát". Mivel az ifjabbik Martik csak 15 éves volt, amikor Shakespeare meghalt, elképzelhető, hogy nem is látta a költőt életében és csak egy már létező, azóta elveszett portré alapján készítette el rézkarcát.
Mary Edmond angol művészettörténész feltárta, hogy az ifjabbik Martin nagybátyja, idősebb Martin Droeshout (~1560–1642) szintén rézkarcokat készített és a londoni festőcéh (Worshipful Company of Painter-Stainers) tagja volt. Edmond érvelése:

„Perverz gondolatnak tűnik a Shakespeare rézkarcot az ismeretlen és túlságosan fiatal, 1601-ben született Martin Droeshout alkotásának tartani, amikor létezik egy másik, jól dokumentált művész ugyanazzal a névben ebben a korban, a nagybátyja személyében.”

2007-ben June Schlueter próbált bizonyítékot találni arra, hogy az idősebbik Martin készítette a portrét, de éppen ellenkező bizonyítékokat talált. Schlueter bebizonyította, hogy az idősebb Martin bizonyíthatóan Londonban tartózkodott, amikor a Shakespeare-portrét elkészítő művész a spanyolországi Madridban alkotott. Bár pont az ellenkező szándékkal kezdte meg levéltári kutatásait, eredményei alapján Schlueternek azt a következtetést kellett levonni, hogy az új bizonyítékok alapján a Shakespeare portrét valóban a fiatalabbik Martin készítette.
A stilisztikai elemzés is azt támasztja alá, hogy az ifjabbik Martin készítette a portrét, mivel az idősebbik Martin sokkal kifinomultabb és képzettebb művésznek tartják, mint unokaöccsét, aki meglehetősen ügyetlenül ábrázolta például Shakespeare felsőtestét. Ez hasonlít az ifjabbik Martin által készített további rézkarcok stílusára – mindenesetre a National Portrait Gallery (London) az ifjabbik Martint tünteti fel a portré készítőjeként.

## A portré jelentősége
Shakespeare barátja, a költő Ben Jonson dicsérettel illette a portrét az első kiadáshoz írt versében. Jonson szerint a portré jól adja vissza Shakespeare arcvonásait, míg a költő elmésségét a művész úgysem tudta volna ábrázolni – ahhoz el kell olvasni műveit.
Jonson dicsérete alapján az utókor a Droeshout portrét Shakespeare legmegbízhatóbb ábrázolásának tartja és mindegy alapként használják fel Shakespeare összes többi, feltételezett vagy valós portréjának elbírálásakor. Mint azt a 19. századi művész, Abraham Wivell írta:

„Ez a kulcs, ha szabad így fogalmaznom, amelynek segítségével felismerhetők azok a visszaélések, amelyek időnként annyira megragadják a nyilvánosság figyelmét. Ez a tanú, amely megcáfolhat bármilyen álságos bizonyítékot és kielégít minden éles szemű megfigyelőt...”

2006-ban Tarnya Cooper hasonlóképpen vélekedett: "ez az egyetlen portré, amely egyértelműen megmutatja, hogyan is nézhetett ki Shakespeare".

### A portré feltételezett eredetije

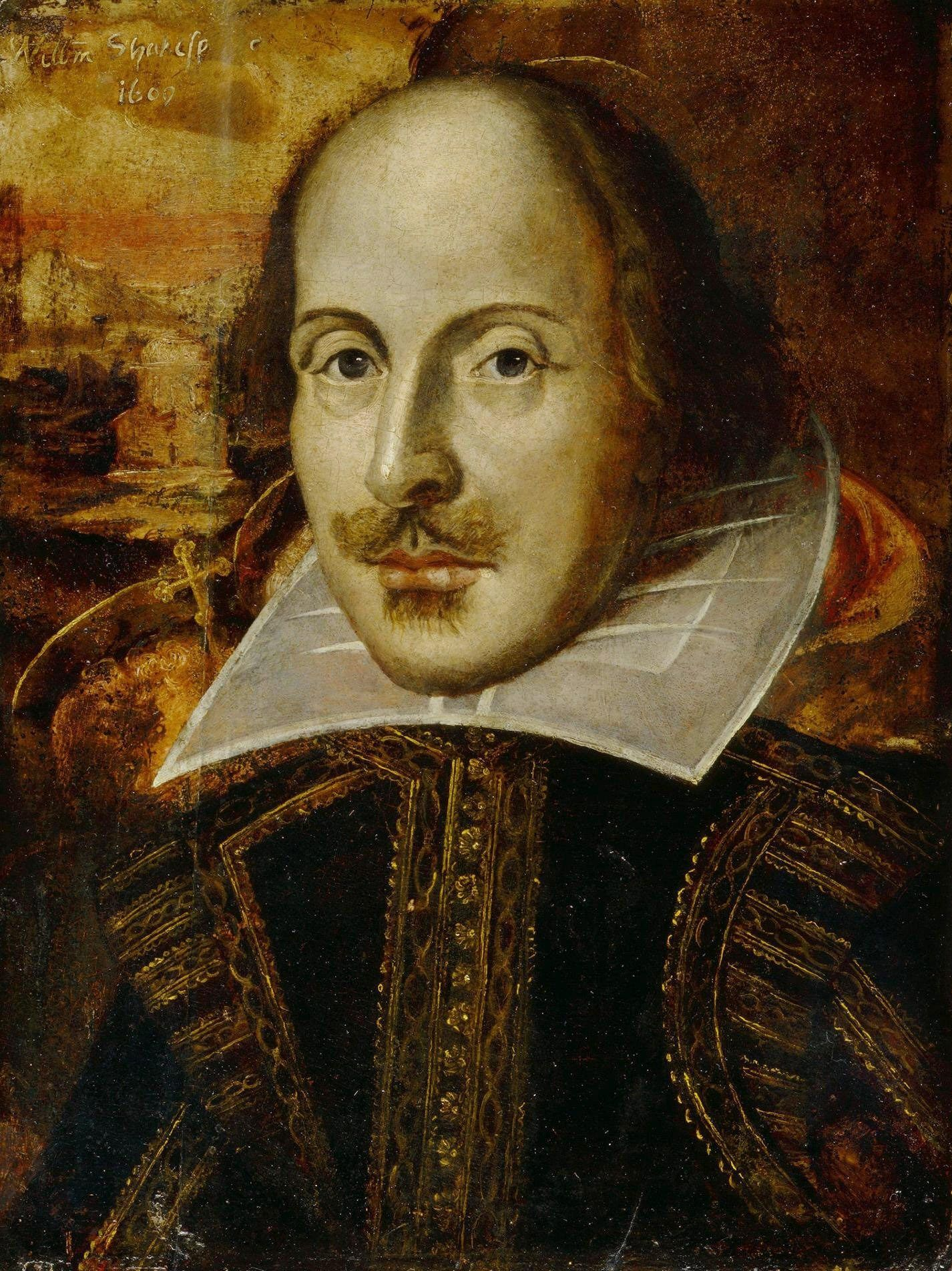
Shakespeare ún. "virágos portréja"

Míg a művészettörténészek részben arra használják a Droeshout-portrét, hogy más Shakespeare-ábrázolások hitelességét elbírálják, ugyanakkor folyamatosan találgatták azt is, hogy vajon a rézkarc egy másik mű másolataként keletkezhetett-e és ha igen, akkor melyik lehetett az eredeti alkotás.
A 19. századi művészettörténész, George Scharf úgy érvelt, hogy a fény-árnyék megjelenítése alapján az eredeti egy miniatúra vagy rajz lehetett, mivel ezek vonalakat használnak fel, mint a chiaroscuro technikát, amely inkább a festményekre jellemző. Elemzése szerint Droeshout meglehetősen igyekezett ábrázolni a fény és az árnyékok váltakozását.
Mary Edmond tanulmányában arra hívta fel a figyelmet, hogy az idősebbik Martin egyik ismerőse Marcus Gheeraerts volt, aki a jelek szerint megfestette Shakespeare portréját. Edmond feltételezése szerint a Droeshout-portré a mára elveszett festmény lemásolásával készült. Cooper arra hívta fel a figyelmet, hogy a gallér és a mellény igencsak gyenge ábrázolása arról árulkodik, hogy Droeshout egy olyan portrét másolhatott, amely csak Shakespeare fejét ábrázolta és a többi részletet neki kellett megalkotni. Akkoriban elterjedt szokás volt, hogy a rézkarcolók "kiegészítették" az általuk másolt műveket.
A 19. században felbukkant egy ún "virágos portré" (Flower portrait) néven ismert festmény, amely felirata szerint 1609-ben készült. Az elemzések szerint a festmény egy eredeti 17. századi hátlapra készült és felbukkanása után nem sokkal ezt a művet tartották annak az eredeti alkotásnak, amelyről Droeshout a saját portréját másolta. 1905-ben azonban Marion Spielmann művészettörténész rámutatott arra, hogy a festmény a rézkarc második változatával mutat hasonlóságot, márpedig ha az előbbi lenne az eredeti alkotás, akkor az első változat hasonlítana rá. Éppen ezért azt a következtetést vonta le, hogy a festmény később készült, mint a rézkarc. 2005-ben a festmény kémiai elemzése során kimutatták, hogy a 19. században készült hamisítványról van szó, amely egy eredeti, 17. századi festmény felülfestésével készült.

### Fordítás
Ez a szócikk részben vagy egészben  a   Droeshout portrait című angol Wikipédia-szócikk ezen változatának fordításán alapul.  Az eredeti cikk szerkesztőit annak laptörténete sorolja fel. Ez a jelzés csupán a megfogalmazás eredetét és a szerzői jogokat jelzi, nem szolgál a cikkben szereplő információk forrásmegjelöléseként.